# Allobates wayuu
Allobates wayuu är en groddjursart som först beskrevs av Acosta-Galvis, Cuentas och Luis A. Coloma 1999.  Allobates wayuu ingår i släktet Allobates och familjen Aromobatidae. IUCN kategoriserar arten globalt som sårbar. Inga underarter finns listade i Catalogue of Life.